# Anatole-Marie-Théodore Ruty
Pour les articles homonymes, voir Ruty.
Anatole-Marie-Théodore, comte Ruty, est un homme politique français, pair de France, né le 25 février 1822 à Paris et décédé le 14 août 1880 à Paris.
Fils du général Charles-Étienne-François Ruty, mort en 1828, il lui succède à la pairie en 1847.
Il est enterré au cimetière du Père-Lachaise (38e division).

## Source
« Anatole-Marie-Théodore Ruty », dans Adolphe Robert et Gaston Cougny, Dictionnaire des parlementaires français, Edgar Bourloton, 1889-1891 [détail de l’édition]